# キエーネス
キエーネス（伊: Chienes ; 独: Kiens キーンス）は、イタリア共和国トレンティーノ＝アルト・アディジェ州ボルツァーノ自治県にある、人口約2,900人の基礎自治体（コムーネ）。

## 地理

### 位置・広がり

#### 隣接コムーネ
隣接するコムーネは以下の通り。
- ファルツェス
- ロデンゴ
- サン・ロレンツォ・ディ・セバート
- セルヴァ・デイ・モリーニ
- テレント
- ヴァンドーイエス

## 行政

### 分離集落
キエーネスには、以下の分離集落（フラツィオーネ）がある。
- Casteldarne/Ehrenburg, Corti/Hofern, Monghezzo/Getzenberg, San Sigismondo/St. Sigmund

## 住民

### 言語
| 言語集団調査（2011年） | 言語集団調査（2011年） | 言語集団調査（2011年） | 言語集団調査（2011年） | 言語集団調査（2011年） |
| ---------------------- | ---------------------- | ---------------------- | ---------------------- | ---------------------- |
|                        |                        |                        |                        |                        |
| ドイツ語               | ドイツ語               |                        | 96.73%                 | 96.73%                 |
| イタリア語             | イタリア語             |                        | 2.32%                  | 2.32%                  |
| ラディン語             | ラディン語             |                        | 0.95%                  | 0.95%                  |

2011年に行われた、住民がドイツ語・イタリア語・ラディン語のいずれの「言語集団」に属するかの調査によれば（ボルツァーノ自治県#言語集団調査参照）、住民の約97%がドイツ語話者である。

## 人物

### 著名な出身者
- オスヴァルト・フォン・ヴォルケンシュタイン（英語版） - 13-14世紀の詩人・作曲家。